# Prágai Tamás
Prágai Tamás (Budapest, 1968. július 2. – Budapest, 2015. augusztus 7.) József Attila-díjas író, költő, szerkesztő, irodalomtörténész.

## Életpályája
Pázmándon élt. Az ELTE Tanárképző Főiskolai Karán magyar-angol tanári szakon 1991-ben, majd a Pécsi Tudományegyetem magyar szakán 1998-ban szerzett diplomát. 1998–2001 között ugyanitt PhD hallgató, 2003-ban a Magyar Állami Eötvös Ösztöndíj támogatásával poétikaelméleti tanulmányokat folytatott a Torontói Egyetemen. Több irodalmi lap szerkesztője és munkatársa volt, köztük a Polisz, a Szépirodalmi Figyelő, a Kortárs (folyóirat) (2002–2007), illetve a Napút (1998–) és a Képírás (2009–) folyóiraté. Írásai (vers, széppróza, irodalmi kritika, tanulmány, tárca, esszé és műfordítás) 1990 óta jelennek meg irodalmi folyóiratokban. Az irodalomtudomány doktora (2005), irodalomkritikai írásaiban főként kortárs költészettel foglalkozik.
Sokoldalú alkotó, a „hatvannyolcas nemzedék” tagja, az Immun Csoport egyik alapítója volt. Első regénye, az Inka utazás, vagyis Arnold Sobriewicz breviáriuma, szándékos műfajhatársértés, több szövegtípusból kialakított szövegmontázs. Szürreális hangvételű kisprózáiban főképpen "a" várost, Budapestet, peremhelyzetben lévő karaktereket, az ismeretlen művészvilágot jeleníti meg. Költészetét minimalizmus és nyelvi intenzitás jellemzi. Legutóbbi kötetében helyett kapott a Plantus és Planéta című abszurd tündérjáték.
2001-től a Magyar Írószövetség, 2002-től a Fiatal Írók Szövetsége, 2003-tól a MAOE, 2005-től a József Attila Kör tagja volt.
2015. augusztus 7-én rövid, súlyos betegség után érte a halál.

## Fontosabb munkái
1. Madarak útján (versek, 1993)
2. Inka utazás, vagyis Arnold Sobriewicz gentleman úti breviáriuma (regény, 2000)
3. A teraszon vidám társaság. Tanulmányok a mai magyar költészetről (tanulmányok és bírálatok, 2001)
4. Sötétvilágos (versek, 2002)
5. Ellenőrök a hatoson (elbeszélések, 2004)
6. Ellenanyag (versek, 2005)
7. Pesti Kornél (elbeszélések, 2007)
8. A pálya mentén. Papp Tiborral. (Beszélgetők könyvei, 2007)
9. Barbárokra várva (versek és színpadi játék, 2009)
10. Kivezetés a költészetből – Hogyan olvassunk kortárs verset? (tanulmányok, 2010)
11. Vadállatok a kabátzsebben. Papás mese; Móra, Bp., 2012
12. Veller – vagyis Arnold Sobriewicz gentleman újabb törekvései tamburán, trapézon és Trabanton (regény, 2014)
13. Arcok buborékban. Elbeszélések; Orpheusz, Bp., 2014
14. Vadkan krotáliával. Irodalmi kritikák és egyéb írások; Tipp Cult, Bp., 2016 (Parnasszus könyvek. Magasles)

## Díjai, kitüntetései
- NKA alkotóművészi ösztöndíj (2001, 2004, 2011)
- Móricz Zsigmond-ösztöndíj (2002)
- Arany János ösztöndíj (2004)
- A Tokaji Írótábor díja (2005)
- József Attila-díj (2005)